# NFA-Cup 2014
Der NFA-Cup 2014 (Bidvest Namibia Cup) der namibischen Vereinsfußballmannschaften findet von Februar bis Juni 2014 statt. Der namibische Pokalwettbewerb wird von der Namibia Football Association organisiert und erneut von Bidvest Namibia unter dem Namen Bidvest Namibia Cup gesponsert. Sieger wurden wie im Vorjahr die African Stars.
Es werden Preisgelder in Höhe von N$ 550.000 für den Pokalsieger, N$ 220.000 für den Zweitplatzierten sowie jeweils N$ 115.000 für die beiden Verlierer der Halbfinals ausgeschüttet.

## Spielmodus
Es treten in der Endrunde 32 Mannschaften im K.-o.-System an.
Zuvor müssen sich die teilnehmenden Vereine der zweiten Liga und dritten Ligen (jeweils in den Regionen) in Ausscheidungsturnieren qualifizieren.

## Teilnehmende Mannschaften
Die zwölf Mannschaften der Namibia Premier League 2013/14 sowie erstmals der Vorjahresfinalist des NFA-Cup (zuvor waren immer die zwei Absteiger der Vorsaison der Namibia Premier League für die Endrunde qualifiziert) nehmen am NFA-Cup 2014 automatisch teil.
Hinzu kommen insgesamt drei Mannschaften aus den beiden „Northern Stream“ und zwei aus dem „Southern Stream“ der Namibia First Division (2. Liga) sowie jeweils eine Mannschaft aus den 13 regionalen 3. Ligen (Second Division). Aufgrund der Teilung der Region Kavango in die Regionen Kavango-Ost und Kavango-West nehmen zwei Mannschaften aus der Region Kavango teil.
| Premier League die 12 Vereine der Saison 2013/14, die 2 Absteiger aus der Saison 2012/13 | First Division 3 bzw. 2 Mannschaften aus Nord und Süd | Second Division jeweils ein Verein je Region |
| African Stars Black Africa FC LHU Blue Waters FC Civics FC Eleven Arrows FC FNB Orlando Pirates FC PC Blue Boys FC Oshikandela Ramblers FC Rundu Chiefs Wesbank Tigers FC Tura Magic United Stars FC Mighty GunnersFC (Finalist 2013) | Citizens FC (1. Southern Stream) Bee Bob Brothers FC (2. Southern Stream) Julinho FC (Northern Stream West) Cuca Tops FC (Northern Stream East) Touch & Go FC (Northern Stream East) | Young Stars FC (Omusati) Spiders FC (Hardap) Young African FC (Omaheke) Khomasdal Football Academy (Khomas) Mountain Rangers FC (Karas) Blue Birds FC (Erongo) Once Again FC (Kavango) Young Tops FC (Kavango) Black Africa Warriors FC (Kunene) Safile United FC (Oshikoto) KK Palace FC (Oshana) Tropical Heat FC (Otjozondjupa) Eeshoke Chulachula FC (Ohangwena) Bush Bucks FC (Sambesi) |

## Ergebnisse

### 1. Runde
In der 1. Runde fanden Qualifikationsspiele zur Ermittlung des jeweiligen Regionalmeisters statt. 

### 2. Runde
Die Zweitrundenspiele fanden zwischen dem 7. und 9. Februar 2014 statt.
| Datum            |                  | Ergebnis |                            | Ort                            |
| ---------------- | ---------------- | -------- | -------------------------- | ------------------------------ |
| 7. o. 9. Februar | Spiders          | 2:4      | Tropical Heat              | Sam-Nujoma-Stadion, Windhoek   |
| 7. o. 9. Februar | Bee Bob Brothers | 2:1      | Black Africa Warriors      | Sam-Nujoma-Stadion, Windhoek   |
| 7. o. 9. Februar | Citizens         | 3:2      | Mighty Gunners             | Sam-Nujoma-Stadion, Windhoek   |
| 7. o. 9. Februar | Civics           | 0:1      | Tigers                     | Sam-Nujoma-Stadion, Windhoek   |
| 22. Februar 2014 | Bush Bucks       | 2:6      | Mountain Rangers           | Sam-Nujoma-Stadion, Windhoek   |
| 22. Februar 2014 | Black Africa     | 2:1      | Cuca Tops                  | Sam-Nujoma-Stadion, Windhoek   |
| 22. Februar 2014 | Eleven Arrows    | 1:2      | African Stars              | Sam-Nujoma-Stadion, Windhoek   |
| 7. o. 9. Februar | Young Tops       | 0:5      | Khomasdal Football Academy | Rundu-Stadion, Rundu           |
| 7. o. 9. Februar | KK Palace        | 0:1      | Tura Magic                 | Rundu-Stadion, Rundu           |
| 7. o. 9. Februar | United Stars     | 3:1      | Touch & Go                 | Rundu-Stadion, Rundu           |
| 7. o. 9. Februar | Orlando Pirates  | 8:0      | Eeshoke Chulachula         | Rundu-Stadion, Rundu           |
| 7. o. 9. Februar | Rundu Chiefs     | 8:2      | Safile United              | Rundu-Stadion, Rundu           |
| 7. o. 9. Februar | Blue Birds       | 7:0      | Once Again                 | Kuisebmund-Stadion, Walvis Bay |
| 7. o. 9. Februar | Ramblers         | 3:1      | Young Stars                | Kuisebmund-Stadion, Walvis Bay |
| 7. o. 9. Februar | Young African    | 0:2      | Blue Boys                  | Kuisebmund-Stadion, Walvis Bay |
| 7. o. 9. Februar | Julinho          | 0:7      | Blue Waters                | Kuisebmund-Stadion, Walvis Bay |

### 3. Runde
Die Spiele der dritten Runde fanden vom 28. Februar bis 2. März 2014 statt. Die Spiele von Khomasdal gegen Ramblers sowie Pirates gegen Stars wurden aufgrund von starken Regenfällen erst am 19. März 2014 ausgetragen.
|                                     | Ergebnis        |                  | Ort                          |
| ----------------------------------- | --------------- | ---------------- | ---------------------------- |
| Khomasdal (Kaizen) Football Academy | 1:1 (7:6 i. E.) | Ramblers         | Sam-Nujoma-Stadion, Windhoek |
| Orlando Pirates                     | 0:1             | African Stars    | Sam-Nujoma-Stadion, Windhoek |
| Tura Magic                          | 2:1             | Tropical Heat    | Legare-Stadion, Gobabis      |
| United Stars                        | 3:1             | Blue Boys        | Legare-Stadion, Gobabis      |
| Blue Birds                          | 1:5             | Black Africa     | Legare-Stadion, Gobabis      |
| Rundu Chiefs                        | 2:2 (3:6 i. E.) | Mountain Rangers | Mariental-Stadion, Mariental |
| Tigers                              | 2:1             | Blue Waters      | Mariental-Stadion, Mariental |
| Citizens                            | 5:1             | Bee Bob Brothers | Mariental-Stadion, Mariental |

### Viertelfinale
Die Viertelfinale fanden am 5. und 6. April 2014 statt.
|                                     | Ergebnis |                  | Ort                          |
| ----------------------------------- | -------- | ---------------- | ---------------------------- |
| Khomasdal (Kaizen) Football Academy | 0:2      | Citizens         | Sam-Nujoma-Stadion, Windhoek |
| United Stars                        | 2:0      | Tigers           | Sam-Nujoma-Stadion, Windhoek |
| African Stars                       | 6:2      | Mountain Rangers | Sam-Nujoma-Stadion, Windhoek |
| Black Africa                        | 1:2      | Tura Magic       | Sam-Nujoma-Stadion, Windhoek |

### Halbfinale
Die Halbfinale fanden am 10. Mai 2014 im Sam-Nujoma-Stadion in Windhoek statt.
|               | Ergebnis |            | Ort                          |
| ------------- | -------- | ---------- | ---------------------------- |
| African Stars | 2:0      | Tura Magic | Sam-Nujoma-Stadion, Windhoek |
| United Stars  | 0:2      | Citizens   | Sam-Nujoma-Stadion, Windhoek |

### Finale
Das Finale fand am 7. Juni 2014 in Windhoek statt.
|               | Ergebnis        |          | Ort                          |
| ------------- | --------------- | -------- | ---------------------------- |
| African Stars | 0:0 (3:2 i. E.) | Citizens | Sam-Nujoma-Stadion, Windhoek |